# Kęstutis Kėvalas

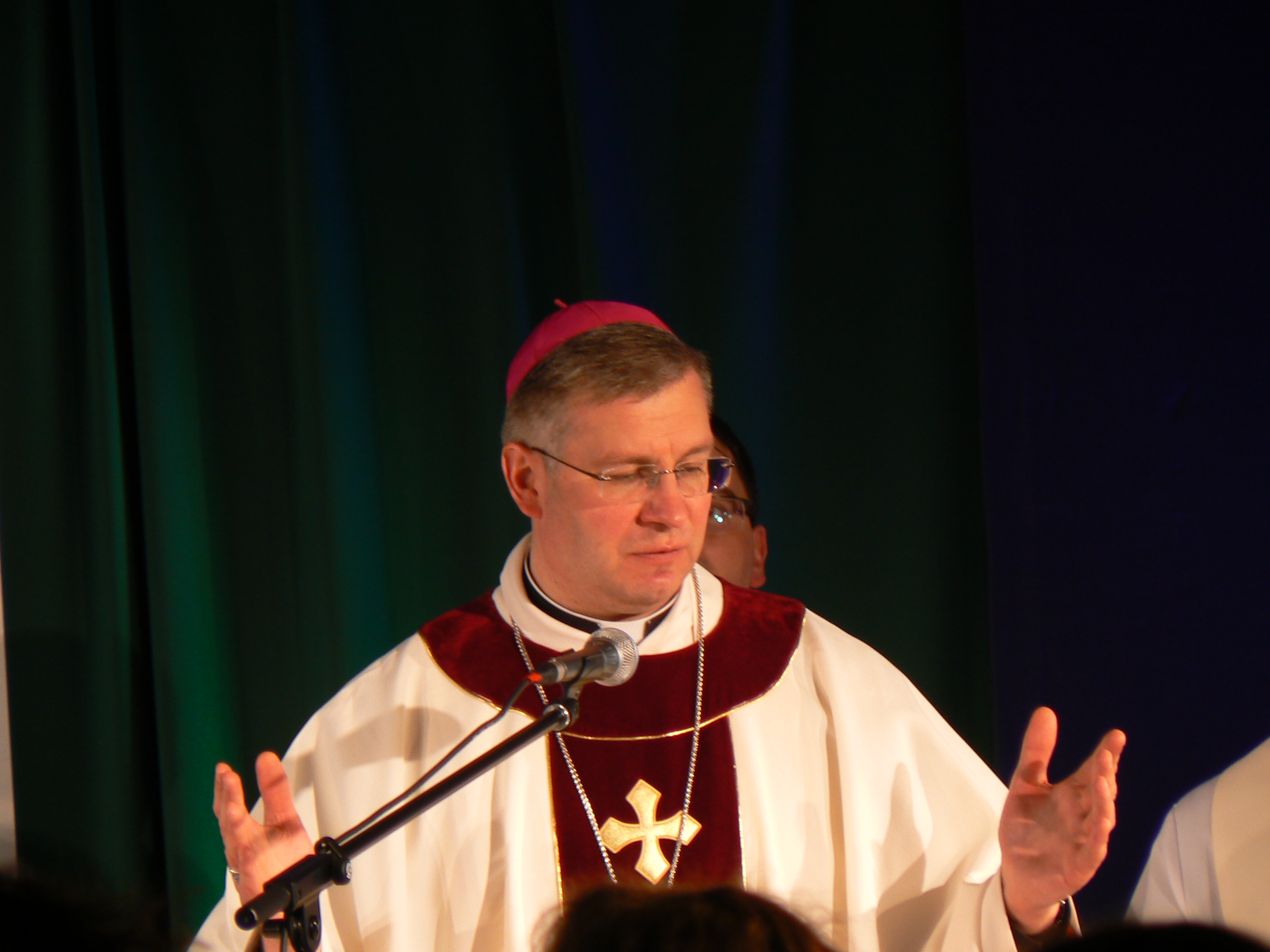
Kęstutis Kėvalas, 2018

Wappen von Kęstutis Kėvalas als Erzbischof von Kaunas

Kęstutis Kėvalas (* 17. Februar 1972 in Kaunas) ist ein litauischer Geistlicher und römisch-katholischer Erzbischof von Kaunas.

## Leben
Kęstutis Kėvalas studierte nach dem Abitur zunächst von 1990 bis 1992 an der Technischen Universität Kaunas. 1993 trat er in das Priesterseminar Kaunas ein und studierte dort bis 1997 Katholische Theologie und Philosophie. Anschließend setzte er seine Studien am Priesterseminar St. Marien in Baltimore fort, wo er das Lizenziat der Theologie erwarb. Am 29. Juni 2000 empfing er in der Kathedrale St. Peter und Paul in Kaunas die Priesterweihe.
Anschließend war er von 2001 bis 2005 Leiter des Propädeutikums des Erzbischöflichen Priesterseminars und Diözesanjugendseelsorger. Zudem absolvierte er ab 2002 ein Aufbaustudium der Moraltheologie an der Vytautas-Magnus-Universität Kaunas, wo er 2008 mit einer Dissertationsschrift zum Thema Natur und Ziele der freien Wirtschaft gemäß der Enzyklika Centesimus Annus zum Dr. theol. promoviert wurde, und war von 2005 bis 2006 Spiritual des Erzbischöflichen Priesterseminars. Von 2009 bis 2011 war er Prodekan der Fakultät für Katholische Theologie der VDU.
Am 8. Februar 2010 wurde er Programmdirektor von Radio Maria in Litauen.
Papst Benedikt XVI. ernannte ihn am 27. September 2012 zum Titularbischof von Abziri und zum Weihbischof in Kaunas. Die Bischofsweihe spendete ihm der Erzbischof von Kaunas, Sigitas Tamkevičius SJ, am 24. November desselben Jahres. Mitkonsekratoren waren der Apostolische Nuntius in Litauen, Erzbischof Luigi Bonazzi, und der litauische Militärbischof Gintaras Linas Grušas.
Am 20. April 2017 ernannte ihn Papst Franziskus zum Koadjutorbischof von Telšiai. Mit dem Rücktritt Jonas Borutas SJ am 18. September 2017 folgte er diesem als Bischof von Telšiai nach.
Am 19. Februar 2020 ernannte ihn Franziskus zum Erzbischof von Kaunas. Die Amtseinführung erfolgte am 24. Juni desselben Jahres. Als Erzbischof von Kaunas übernahm er Bischofswappen und -motto aus der Zeit als Bischof von Telšiai. Lediglich die Anzahl der Fiocchi erhöhte sich entsprechend seines neuen Amtes von Sechs auf Zehn.